# 집밥의 여왕
《집밥의 여왕》은 대한민국의 JTBC의 예능 프로그램이다. 연예계 소문난 살림꾼 스타 4명이 돌아가면서 한 번씩 주인공(호스트)가 되고 다른 3명의 출연자를 자신의 집으로 초대해 집밥을 대접한 후 서로의 집밥을 평가해 최고의 점수를 받은 1인이 황금 주걱을 차지하게 되는 집밥 배틀 버라이어티 프로그램이다.

## 방송 시간
| 방송 채널 | 방송 기간                         | 방송 시간                          | 시즌            |
| JTBC      |                                   |                                    |                 |
| --------- | --------------------------------- | ---------------------------------- | --------------- |
| JTBC      | 2013년9월 21일                    | 금요일 오후 9시 50분 (방영 총 2회) | 파일럿 프로그램 |
| JTBC      | 2013년11월 6일 ~ 2014년 11월 16일 | 일요일오후 11시 00분               | 정규편성        |